# Marcello Veneziani
Marcelo Veneziani (Bisceglie, 17 de febrero de 1955) es un periodista y escritor italiano.

## Biografía
Hijo de un profesor de filosofía que le transmite la admiración por Immanuel Kant desde la infancia, completa los estudios de filosofía en la Universidad de Bari. Inicia su trabajo como periodista en 1977 colaborando en el periódico Voce del Sud de Lecce. En 1979 entra en la redacción del periódico Il Tempo en Bari. Es periodista profesional desde 1982, tras realizar prácticas en Il Giornale d'Italia (el periódico romano dirigido por el diputado democristiano Luigi D'Amato. En 1981 asume la dirección del grupo editorial Ciarrapico-Volpe-La Fenice, cargo que mantiene hasta 1987. Considerado uno de los intelectuales destacados de la derecha italiana, Veneziani ha reivindicado en diversas publicaciones la obra del filósofo Julius Evola (acusado de simpatías con el fascismo y por tanto sometido al ostracismo intelectual), demostrando la originalidad de su pensamiento y su distancia con el extremismo. En varias de sus publicaciones Veneziani ha criticado duramente la globalización, particularmente la cultural: Veneziani opone la tradición patriótica y cristiana de Europa contra la filosofía del mundialismo y lo que denomina "retórica de los derechos humanos".
Escribe sobre todo en il Giornale, colabora con Il Messaggero, la Repubblica, La Stampa, el Secolo d'Italia, L'Espresso, Panorama, Il Mattino, La Nazione, il Resto del Carlino, Il Giorno y La Gazzetta del Mezzogiorno. Redactor del programa rediofónico Giornale Radio Rai de medianoche, toma parte en varios programas televisivos; y durante veinte años viene colaborando como comentarista en la RAI. En 1981 funda en Roma la efímera revista Omnibus (se pretendía mensual pero solo emitió un número), editada por Giovanni Volpe, que organiza el debate "La tolleranza nella cultura".
Entre 1985 y 1987 dirige el bimestral Intervento. En 1988 funda la revista mensual de cultura Pagine libere, que dirige hasta 1992. Sucesivamente funda y dirige revistas semanales como L'Italia settimanale (1992-1995), periodo en el que paralelamente da vida a la Fondazione Italia, y Lo Stato (1997-1999) que posteriormente se funde con Il Borghese, de que pasa a ser director editoriale junto a Vittorio Feltri. Su relación con Feltri, iniciada con L'Indipendente, continuada en 1994 con el pase de Feltri a il Giornale, prosiguió en 2004 con Libero y desde agosto de 2009 de nuevo con il Giornale hasta febrero de 2015.
Fue miembro del consejo de administración de la RAI durante la XIV legislatura y del consejo de amministración de Cinecittà. Entre 2016 y 2018 fue editorialista del periódico romano Il Tempo. Actualmente (2025) es editorialista de La Verità y de Panorama.
En el verano de 2019 debutó en San Felice Circeo en el Giardini Divini alla Corte con un espectáculo titulado "Un mare di miti", producido por Angelo Tumminelli.
En febrero de 2024 dedicó uno de sus artículos en Panorama a la muerte de Kurt Hamrin, en el que declaraba su condición de aficionado del Calcio Fiorentina.

## Controversias
En 1995 publicó el ensayo Sinistra e destra: risposta a Norberto Bobbio, polemizando explícitamente con el libro Destra e sinistra del filósofo turinés, publicado el año precedente. Veneziani, acusando a Bobbio de haberse comprometido con el régimen fascista italiano, escribe que si "un antifascista como Bobbio pudo hacer carrera bajo el fascismo ahora quiere decir que no fue ese régimen totalitario y liberticida que el mismo Bobbio ha descrito; o bien que Bobbio estaba alineado con el régimen, aunque resultase en el movimiento Giustizia e Libertà". A esta acusación Bobbio responde con una carta a Marcello Veneziani que, junto a la contrarréplica del periodista, fue publicada en el Corriere della Sera del 13 de agosto de 1995.
En julio de 2012 publicó en il Giornale un provocativo artículo en el que afirmaba que "la especie ha cambiado su programa y usa la promoción de la homosexualidad, incluso en televisión como una astucia para extinguirse"; lo que suscitó reacciones indignadas.
En un artículo publicado en diciembre de 2017 en Il Tempo declaró a Benito Mussolini "el hombre del año 2017", afirmando que "el fascismo con su líder había sido el tema del año, del decenio, tal vez del milenio".
En un artículo publicado en diciembre de 2019 en Panorama escribió que "la izquierda", reevaluando la figura del secretario del Partito Socialista Italiano Bettino Craxi, cometería un gesto hipócrita, dado que lo había atacado duramente, antes y durante el escándalo Tangentopoli en el que se vio implicado. En el mismo artículo Veneziani elogiaba a Craxi, definiéndolo como "el último gran líder político que habíamos tenido en Italia" (citando una entrevista a Craxi que el mismo Veneziani hizo en 1998) y afirmando que "si Craxi se quedó en la izquierda, permaneció retomando la línea de Crispi y en cierto modo de Mussolini". Mauro Del Bue, en un artículo publicado en el mismo periodo en Avanti! online, hace referencia al artículo de Panorama escribiendo que, además del hecho que el PSI de Craxi era a todos los efectos un partido de izquierda, Veneziani yerra al comparar Craxi con Crispi y Mussolini, porue "Craxi, contrariamente a esos dos, era un demócrata convencido, no un presidente come Crispi que ilegalizó el PSI y su prensa, ni como Mussolini que encerró bajo llave en un cajón todas las libertades".

## Premios
- 2024 - Premio letterario La Tore isola d'Elba[16]
- 2018 - Premio letterario internazionale Pietro Mignosi, sezione saggistica[17]
- 2013 - Premio Vittoriano Esposito, I edizione, alla carriera
- 2013 - Premio D.H. Lawrence, VII edizione, sezione letteratura
- 2009 - Premio Corrado Alvaro, IX edizione, sezione giornalismo "Gente in Aspromonte"[18]
- 2008 - Premio Roma, IX edizione, sezione saggistica[19]
- 2005 - Premio Internazionale Bonifacio VIII, "...per una cultura della Pace...", III edizione - Accademia Bonifaciana di Anagni (FR)
- 2004 - Premio Fregene, XXVI edizione, sezione saggistica[20]
- 2004 - Premio Cimitile, IX edizione, sezione opere edite[21]
- 2003 - Premio Hemingway, XIX edizione, sezione narrativa[22]
- 1998 - Premio Cirri, VII edizione[23]

## Obras

### No ficción
- La ricerca dell'assoluto in Julius Evola, Palermo, Thule, 1979.
- Mussolini il politico, Roma, Ciarrapico, 1981.
- La corte dei miracoli, Roma, G. Volpe, 1982.
- Don Pasquale Uva. Tra passato e presente, Molfetta, Mezzina, 1983.
- Julius Evola tra filosofia e tradizione, Roma, Ciarrapico, 1984.
- USA & costumi. Dizionario dell'americanizzazione, Roma, Settimo Sigillo, 1985.
- SugarCo, ed. (1987). La rivoluzione conservatrice in Italia. Genesi e sviluppo della ideologia italiana. Milano. 1994. ISBN 88-7198-311-4, 2012. ISBN 978-88-7198-631-9.
- Processo all'Occidente. La società globale e i suoi nemici, Milano, SugarCo, 1990.
- Sul destino. Se la vita non sorge dal caso, Milano, SugarCo, 1992. ISBN 88-7198-137-5.
- Itaca o del Ritorno, Rimini, Il Cerchio, 1994.
- Vallecchi, ed. (1995). Sinistra e destra. Risposta a Norberto Bobbio. Firenze. ISBN 88-8252-051-X.
- L'antinovecento. Il sale di fine millennio, Milano, Leonardo, 1996. ISBN 88-04-40843-X.
- Decamerone italiano. Breve corso di sopravvivenza nazionale in dieci sedute, Firenze, Vallecchi, 1996. ISBN 88-8252-092-7.
- Lettera agli innamorati (con istigazione al pentimento), Faloppio, Lietocollelibri, 1996.
- Padania, Italia. Lo Stato nazionale è soltanto in crisi o non è mai esistito?, con Gianfranco Miglio, Firenze, Le lettere, 1997. ISBN 88-7166-315-2.
- Politicando. Il caso Italia. Gli anni della transizione. Febbraio 1992-febbraio 1998, con Bartolomeo Sorge, Genova, Marietti, 1998. ISBN 88-211-6374-1.
- Loggia de' Lanzi, ed. (1998). 68 pensieri sul 68. Un trentennio di sessantottite visto da destra. Firenze. ISBN 88-8105-135-4.
- Il secolo sterminato. L'Italia laboratorio del Novecento, Milano, Rizzoli, 1998. ISBN 88-17-85250-3.
- Comunitari o liberal. La prossima alternativa?, Roma-Bari, Laterza, 1999. ISBN 88-420-5865-3; 2006. ISBN 88-420-8005-5.
- Di padre in figlio. Elogio della tradizione, Roma-Bari, Laterza, 2001. ISBN 88-420-6305-3.
- La cultura della destra, Roma-Bari, Laterza, 2002. ISBN 88-420-6536-6.
- Laterza, ed. (2003). La sconfitta delle idee. Roma-Bari. ISBN 88-420-6973-6.
- Mondadori, ed. (2004). I vinti. I perdenti della globalizzazione e loro elogio finale. Milano. ISBN 88-04-52994-6.
- La cultura della destra nell'Italia del '900. Trieste, 27 marzo 2002, con Giulio Ercolessi, Trieste, Circolo della Cultura e delle Arti, 2005.
- Contro i barbari. La civiltà e i suoi nemici, interni ed esterni, Milano, Mondadori, 2006. ISBN 88-04-56161-0.
- Vallecchi, ed. (2009). Anni incendiari. 1909-1919: il decennio che sconvolse l'arte e il pensiero, la storia e la vita. Firenze. ISBN 978-88-8427-158-7.
- Rovesciare il '68. Pensieri contromano su quarant'anni di conformismo di massa, Milano, Mondadori, 2008. ISBN 978-88-04-57412-5.
- Sud. Un viaggio civile e sentimentale, Milano, Mondadori, 2009. ISBN 978-88-04-58729-3.
- Amor fati. La vita tra caso e destino, Milano, Mondadori, 2010. ISBN 978-88-04-59550-2.
- Vivere non basta. Lettere a Seneca sulla felicità, Milano, Mondadori, 2011. ISBN 978-88-04-60902-5.
- Mondadori, ed. (2012). Dio, Patria e Famiglia. Dopo il declino. Milano. ISBN 978-88-04-62519-3.
- Ritorno al Sud, Milano, Oscar Mondadori, 2014. ISBN 978-88-04-64006-6.
- Anima e corpo. Viaggio nel cuore della vita, Milano, Mondadori, 2014. ISBN 978-88-04-64101-8.
- Carlo Michelstaedter e la metafisica della gioventù, Milano, Albo Versorio, 2014. ISBN 978-88-97553-70-0.
- Lettera agli italiani. Per quelli che vogliono farla finita con questo paese, Venezia, Marsilio, 2015. ISBN 978-88-317-2287-2.
- Tramonti, Roma, Giubilei Regnani, 2017. ISBN 978-88-98620-40-1.
- Imperdonabili. Cento ritratti di maestri sconvenienti, Venezia, Marsilio, 2017. ISBN 978-88-317-2858-4.
- Alla luce del mito. Guardare il mondo con altri occhi, Venezia, Marsilio, 2017. ISBN 978-88-317-2639-9.
- Nostalgia degli dei, Venezia, Marsilio, 2019. ISBN 978-88-317-8777-2.
- Dispera Bene. Manuale di consolazione e resistenza al declino, Venezia, Marsilio, 2020. ISBN 978-8829703395.
- Dante nostro padre, Firenze, Vallecchi, 2020. ISBN 978-88-8252-105-9.
- La cappa. Per una critica del presente, Venezia, Marsilio, 2022. ISBN 978-88-297-1374-5.
- Scontenti. Perché non ci piace il mondo in cui viviamo, Venezia, Marsilio, 2022. ISBN 978-88-297-1647-0.
- Vico dei Miracoli. Vita oscura e tormentata del più grande pensatore italiano, Milano, Rizzoli, 2023 ISBN  978-8817182942
- L’amore necessario. La forza che muove il mondo. Venezia, Marsilio, 2024. ISBN 978-8829720156

### Novelas y cuentos
- Vita natural durante. Autobiografia di Plotino, Venezia, Marsilio, 2001. ISBN 88-317-7776-9.
- Il segreto del viandante. Nostalgie di un contemporaneo, Milano, Mondadori, 2003. ISBN 88-04-52219-4.
- La sposa invisibile, Roma, Fazi, 2006. ISBN 88-8112-726-1.
- Un'ora d'aria. Sessanta racconti minuti, Roma, Avagliano, 2015. ISBN 978-88-8309-218-3.
- La leggenda di Fiore, Venezia, Marsilio, 2021. ISBN 978-88-297-1000-3.